# Chnumhotep II.
Der altägyptische Beamte Chnumhotep II. war Bürgermeister von Menat-Chufu und Vorsteher der Ostwüste.
Er ist vor allem durch sein gut erhaltenes und reich dekoriertes Grab in Beni Hasan bekannt. Er amtierte vom 19. Jahr Amenemhets II. bis mindestens zum 6. Regierungsjahr von Sesostris II. (ca. 1913 bis 1894 v. Chr.).

## Herkunft und Familie
Chnumhotep II. war der Sohn von Neheri und einer gewissen Baket, die wiederum Tochter von Chumhotep I. (auch Bürgermeister von Menat-Chufu) war. Die Gemahlin von Chnumhotep II. hieß Chety. Es sind mehrere Söhne und Töchter bekannt. Einer der Söhne hieß ebenfalls Chnumhotep und wurde Wesir unter Sesostris III.

## Sein Grab

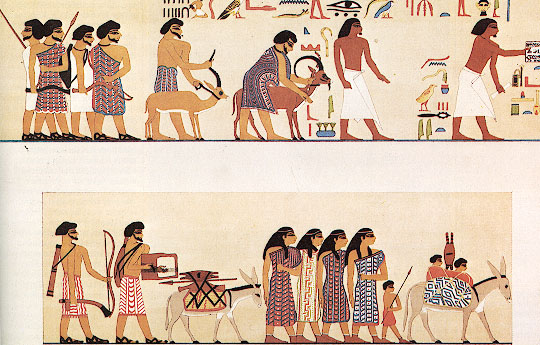
Ankunft des Stammes Schutu bei Chnumhotep II.

Das Grab (BH 3) von Chnumhotep II. besteht aus einer einräumigen, in den Felsen gehauene Kapelle. Im hinteren Teil befindet sich eine kleine Kammer für eine Statue. Unterhalb der Kapelle befanden sich zwei Grabkammern, die jeweils über einen Schacht erreicht wurden.
Die Kapelle ist vollkommen ausgemalt. Am unteren Rand befindet sich eine lange biographische Inschrift, die längste aus dem Mittleren Reich. Oberhalb der Inschrift finden sich diverse Szenen. Auf der Ostwand sieht man Chnumhotep II. beim Fischen und der Jagd in den Marschen. Über der dortigen Tür ist er beim Vogelfang mit dem Netz wiedergegeben.
Auf der Nordwand sieht man ihn in bei der Jagd in der Wüste und vor seinen Untergebenen. Hier befindet sich auch die bekannteste Grabszene, die die Ankunft von Asiaten zeigt. Auf der Südwand sieht man ihn vor dem Opfertisch sowie verschiedene Opfergabenträger.